# Уинтерберн, Найджел
На́йджел Уи́нтерберн (англ. Nigel Winterburn; род. 11 декабря 1963, Ковентри) — английский футбольный защитник, наиболее известный по выступлениям за лондонский «Арсенал»

## Карьера

### Клубная
Начав карьеру профессионального футболиста в 1981 году в «Бирмингеме», Уинтерберн так и не получил возможности дебютировать в основе и через год перешёл в «Оксфорд», где тоже был лишен игровой практики. Дебют Найджела во взрослом футболе состоялся в 1983 году в «Уимблдоне», стремительно поднимавшемся из низов в элиту английского футбола.
В 1986 году команда из пригорода Лондона с Уинтерберном в составе добилась права играть в высшем дивизионе, где навела шороху. Несмотря на присутствие в составе таких личностей, как Джон Фашану и Винни Джонс, все четыре года, что Уинтерберн играл в «Уимблдоне», он признавался болельщиками клуба лучшим игроком команды. Умная, расчетливая игра левого защитника выгодно выделялась на фоне жесткого и простоватого футбола команды, и в 1987 году «Арсенал» не пожалел за Найджела 350 тысяч фунтов.
В лондонском клубе Уинтерберн должен был заменить собиравшегося вскоре покинуть команду капитана Кенни Сэнсома, но первый сезон левоногому игроку пришлось отыграть на правой бровке, где Джордж Грэм не смог найти альтернативу ушедшему Виву Андерсону. Со следующего сезона, впрочем, ситуация на флангах «Арсенала» стабилизировалась: Уинтерберн занял свою законную левую бровку, а справа на долгие годы укрепился Ли Диксон. В 1990 году оборона клуба окончательно сформировалась с прибытием на «Хайбери» Дэвида Симэна, и на следующий год «Арсенал» выиграл чемпионат, потерпев лишь одно поражение. Уинтерберн завоевал любовь болельщиков команды, прозвавших его «сумасшедшей белкой».
Возглавивший «Арсенал» в 1996 году Арсен Венгер не стал разрушать сложившуюся защиту команды, самому молодому игроку которой было 30 лет, и в 1998 году Уинтерберн под его руководством выиграл чемпионат и Кубок Англии. В 2000 году 36-летнего защитника все же вытеснил из основы бразилец Силвинью, которого, в свою очередь, вытеснил Эшли Коул. Сыграв за «Арсенал» 440 игр и забив 8 голов, Уинтерберн ушёл в «Вест Хэм Юнайтед», где отыграл ещё три сезона, закончив карьеру футболиста почти в 40 лет.

### В сборной
Со сборной Англии у Уинтерберна не сложилось: он сыграл лишь один матч за молодежку в 1986 году и два матча в главной команде в 1990 и 1993 годах. В 1999 году Говард Уилкинсон вызвал на товарищеский матч с Францией всю оборону «Арсенала», однако Уинтерберн так и не вышел в той встрече на поле, уступив место в основе Грэму Ле Со.

## Достижения
- Обладатель Кубка обладателей кубков УЕФА (1): 1994
- Финалист Кубка обладателей кубков УЕФА (1): 1995
- Чемпион Англии (3): 1989, 1991, 1998
- Обладатель Кубка Англии (2): 1993, 1998
- Обладатель Кубка Футбольной лиги (1): 1993
- Обладатель Суперкубка Англии (1): 1999